# Eulithis estonica
Eulithis estonica là một loài bướm đêm trong họ Geometridae.